# Gianluca Caprari
Gianluca Caprari (Roma, provincia de Roma, 30 de julio de 1993) es un futbolista Italiano. Juega de delantero y su equipo es el A. C. Monza de la Serie B.

## Selección nacional
El 14 de junio de 2022 debutó con la selección de Italia en un encuentro de la Liga de Naciones de la UEFA 2022-23 ante Alemania que perdieron por cinco a dos.

## Clubes
| Club                       | País   | Año       |
| -------------------------- | ------ | --------- |
| A. S. Roma                 | Italia | 2011-2012 |
| Pescara Calcio (cedido)    | Italia | 2012      |
| Pescara Calcio             | Italia | 2012-2013 |
| A. S. Roma                 | Italia | 2013-2014 |
| Pescara Calcio             | Italia | 2014-2016 |
| Inter de Milán             | Italia | 2016-2017 |
| Pescara Calcio (cedido)    | Italia | 2016-2017 |
| U. C. Sampdoria            | Italia | 2017-2022 |
| Parma Calcio 1913 (cedido) | Italia | 2020      |
| Benevento Calcio (cedido)  | Italia | 2020-2021 |
| Hellas Verona (cedido)     | Italia | 2021-2022 |
| Hellas Verona              | Italia | 2022-2023 |
| A. C. Monza (cedido)       | Italia | 2022-2023 |
| A. C. Monza                | Italia | 2023-     |